# Élise Guilbault
Élise Guilbault, née le 7 avril 1961 à Saint-Lin–Laurentides au Québec, est une actrice québécoise. Elle a été une collaboratrice régulière à l'émission La soirée est (encore) jeune.

## Biographie
Élise Guilbault naît le 7 avril 1961 à Saint-Lin-des-Laurentides,. Elle gradue de la section française de l'École nationale de théâtre en 1985. Peu de temps avant sa graduation, elle fera partie de la distribution de la pièce La Noce chez les petits bourgeois de Bertolt Brecht avec ses autres collègues finissants,. Cette pièce sera jouée au Monument-National en décembre 1984 et sera relativement bien accueillie par la critique.

« Certains sont plus à l'aise que d'autres sur les planches mais on peut dire que le spectacle est, dans l'ensemble, fort acceptable et qu'ils parviennent à nous faire passer de bons moments »

— Raymond Bernatchez, La Presse.
Elle fait ses débuts sur les planches en 1986 au Centre national des Arts dans la pièce L'année de la grosse tempête d'André Ricard. L'année suivante, le metteur en scène André Brassard lui confiera un rôle dans la pièce Les Paravents de Jean Genet qui sera présentée au Théâtre du Nouveau Monde. Cette prestation lui permettra de se faire remarquer tant par le public que la critique. En 1988, elle participe à deux productions théâtrales : Le songe d'une nuit d'été, montée par Robert Lepage et Le Roi se meurt, mise en scène par Jean-Pierre Ronfard.
Dans les années 1990, elle participera à plus d'une dizaine de pièces de théâtre dont Albertine, en cinq temps qui connaîtra un immense succès tant au Québec qu'en Europe.
Élise Guilbault obtiendra en 1992 son premier grand rôle au cinéma dans le film Cap Tourmente du réalisateur québécois Michel Langlois. Elle obtiendra plusieurs nominations et recevra le prix Guy-L'Écuyer pour ce rôle. Elle admettra plus tard en entrevue que ce rôle a été d'une importance capitale dans sa carrière.

« À l’aube de ma carrière, Michel Langlois a été d’une importance cruciale pour la suite, car il m’a appris à pouvoir me regarder à l’écran telle que je suis »

— Élise Guilbault, La Presse.
C'est aussi dans la même année qu'elle obtiendra un de ses premiers rôles au petit écran dans l'émission Avec un grand A de Janette Bertrand, aux côtés du comédien Denis Bouchard. Dans Le cœur a ses raisons, elle joue le rôle de la détective privé Britany Jenkins.

## Filmographie

### Cinéma
- 1990 : Nuits d'Afrique
- 1992 : La Vie fantôme : Ghislaine
- 1993 : Cap Tourmente : Alfa O'Neil
- 1994 : Mouvements du désir : femme aveugle
- 1994 : C'était le 12 du 12 et Chili avait les blues : femme en escarpins
- 1996 : Cosmos : propriétaire
- 2001 : La Femme qui boit : Paulette
- 2002 : Secret de banlieue : Maryse
- 2005 : La Neuvaine : Jeanne
- 2009 : La Donation : Jeanne
- 2012 : L'Empire Bo$$é de Claude Desrosiers : Angelina Bossé
- 2015 : L'Origine des espèces de Dominic Goyer : Agathe Fillion / Louise Laforêt
- 2018 : Pour vivre ici : Monique
- 2023 : Le Temps d'un été de Louise Archambault : sœur Monique

### Télévision
- 1989 : Jeux de société : Suzanne Lemaire
- 1992 : Avec un grand A - Épisode 33 : Ça fait pas partie de la job : Manon Beaupré
- 1992 : Montréal P.Q. : Thérèse Bissonnette
- 1993 : Blanche : femme médecin
- 1994 : René Lévesque
- 1994 : Les Grands Procès : Mme Beaudry
- 1995 : Alys, mon idole, mon amie : Albertine Robitaille
- 1996 : Innocence
- 1997 : Un gars, une fille : Élise ;
- 1997 : Les Bâtisseurs d'eau
- 1998 : Réseaux : Évelyne Marotte
- 1998 : La Part des anges : Patricia Paradis
- 1999 : Deux Frères : Josiane Hébert-Leblanc
- 1999 - 2000 : La Soirée des Jutras : animatrice
- 2000 : Albertine, en cinq temps : Albertine (40 ans)
- 2001 : Emma : Emma Dauphin
- 2002 : Annie et ses hommes : Myriam (mère de Rosalie)
- 2003 : Grande Ourse : Blanche Von Trieck
- 2005 : Détect.inc. : Janet
- 2005 - 2007 : Le cœur a ses raisons : Britany Jenkins
- 2006 : Les Hauts et les Bas de Sophie Paquin : Estelle Poliquin
- 2008 : La Petite Séduction : artiste invitée du 25 juin[8]
- 2009 : Yamaska : Réjeanne Gagné
- 2011 : Penthouse 5-0 : Estelle Poliquin
- 2012 : 30 vies : Angie Caron
- 2012-2013 : Les Bobos : Amandine Rochon
- 2015 : Mensonges saison 2-3: Corinne Caron
- 2015-2020 : Unité 9 : Kim Vanier
- 2016 : Séquelles : Marquise Létourneau (Psychologue)
- 2019 - La Faille : Diane Tremblay-Ricard, la mairesse du village
- 2020 : Mon fils : Marielle Bilodeau
- 2021 : District 31 V : Elyse Darvault

## Distinctions

### Récompenses
- 1997 : Prix Gémeaux, meilleure interprétation premier rôle féminin : dramatique pour Les Bâtisseurs d'eau
- 2001 : Festival international du film francophone de Namur Bayard d’or pour La Femme qui boit
- 2002 : Prix Génie meilleure actrice pour La Femme qui boit
- 2002 : Prix Jutra meilleure actrice pour La Femme qui boit
- 2006 : Prix Jutra meilleure actrice pour La Neuvaine
- 2007 : Prix Gémeaux meilleure interprétation féminine dans un rôle de soutien pour Les Hauts et les Bas de Sophie Paquin
- 2009 : Prix Gémeaux meilleure interprétation féminine dans un rôle de soutien pour Les Hauts et les Bas de Sophie Paquin
- 2010 : Prix Gémeaux meilleur premier rôle féminin : téléroman pour Yamaska
- 2010 : Prix Gémeaux meilleur rôle de soutien féminin : comédie pour Les Hauts et les Bas de Sophie Paquin
- 2011 : Prix Artis meilleur rôle féminin : dramatique pour Yamaska dans un rôle de Réjeanne
- 2013 : Prix Gémeaux meilleur rôle féminin : dramatique pour En thérapie

### Nominations
- 1993 : Prix Génie meilleure actrice dans un premier rôle pour Cap Tourmente
- 2010 : Prix Jutra meilleure actrice pour La Donation